# Бродвју (Саскачеван)
Бродвју (енгл. Broadview) урбано насеље са статусом варошице у југоисточном делу канадске провинције Саскачеван. Налази се на деоницама трансканадског аутопута и канадске пацифичке железнице, на око 155 км источно од административног центра провинције града Реџајне и на око 80 км западно од административне границе са провинцијом Манитоба. Нешто северније од насеља протиче река Капел.

## Историја
Почеци насеља Бродвју везују се за изградњу железнице у источном Саскачевану 1882. године, и дуго времена железница је имала кључну улогу у опстанку овог насеља. Насеље је заједно са околином 1885. административно уређено као рурална општина, да би 1889. било издвојено у засебну урбану целину и организовано као село.
Изградњом велике циглане 1906. привреда насеља је преоријентисана са услужних на производне делатности, и то се показало као успешно јер број становника је почео да расте, и то је насељу донело и административни статус више (варошица).

## Демографија
Према резултатима пописа становништва из 2011. у варошици су живела 574 становника у укупно 320 домаћинстава, што је за 6,1% мање у односу на 611 житеља колико је регистровано 
приликом пописа 2006. године.
| 2006. | 2011. |
| ----- | ----- |
| 611   | 574   |